# 流行金曲
流行金曲，是日本純種競賽馬匹。生涯活躍於短途一哩賽事，曾勝出人馬錦標、天鵝錦標及京都牝馬錦標。

## 出賽前
1996年4月24日出生於北海道千歲市社台牧場，成長途中於和社台集團有合作關係、大來國際信用卡公司旗下的一口馬主俱樂部日本大來國際中進行馬主募集。
其後交由栗東訓練中心練馬師北橋修二訓練。

## 競賽生涯

### 4歲（現3歲）
1999年7月25日出戰小倉競馬場4歲未勝利戰，比賽初段維持在第八的位置，於彎道稍為推進下在直路繼續加速衝刺，最終1 1/4馬位取得首勝。
1個月後出戰4歲以上500萬獎金以下條件戰，本次比賽採取前置策略一直維持在好位，逐步透出之下在直路成功加速衝出，最終以優秀的表現取得冠軍。
其後繼續在條件戰中打拼，於四場賽事中取得一亞兩季的戰績。

### 5歲（現4歲）
2000年5月復出出戰祇園特別，選擇後上戰術下保持在約莫第十二、三的位置，通過彎道時仍然處於中後方。進入直路後，其在中外檔位置展開優秀的加速，爆發出全場最快末腳速度下成功超越所有對手取得冠軍。
完成是次比賽後，由於一口馬主俱樂部日本大來國際的母公司大來國際信用卡公司被花旗銀行收購，為避免馬主身份上出現紛爭，其所有權直接被轉移至社台集團旗下的一口馬主俱樂部Sunday Racing Co. Ltd.。
其後繼續在條件戰中挑戰，雖然在飛驒特別中以第二落敗，但6月隨即在鸛鳥錦標中壓制對手奪冠。
1個月後以公開賽北九州短距離錦標作為目標，保持隊伍最後方的位置下，於最後彎道大幅抽出外檔望空，最終一口氣蠶食前方所有對手取得冠軍。
8月20日出戰小倉日經公開賽，繼續在中團位置等待時機，進入直路後同樣在外檔位置取得位置，最終不斷衝刺下成功突圍達成三連勝。
稍為休養後在秋季以人馬錦標作為目標，保持在中團位置下在最後彎道位置開始發力，出彎後成功取得不俗的加速位置。進入直路後，其迅速嚮應騎師福永祐一的指揮展開衝刺，最終超越前方所有對手，壓贏同樣位置透出的黑鷹，以四連勝的姿態取得首個分級賽冠軍，同時亦以1分7.6秒的完賽時間打破賽事紀錄。
然而其後挑戰短途馬錦標時一直保持在最後方位置，未能於中山競馬場的短直路上衝前，最終以第十一大敗。

### 5歲[a]
2001年年初仍然以短途一哩賽事作為目標，然而在高松宮紀念及讀賣盃中分別以第十四及第十三大敗。
完成讀賣盃後，陣營安排其重返公開賽級別的賽事，以都大路錦標作為目標。比賽開始後，其穩步進佔中團位置，在直路上隨即在外檔殺上並取得領先優勢，最終亦能抵擋後上的對手的攻勢，以破紀錄的1分32.1秒時間取得勝利。
6月3日出戰安田紀念，本次比賽維持在中團左右的位置，於直路上嘗試加速衝出迫近前方的對手，但最終仍然敗於黑鷹、歇息、名將大道及Shinko Edward取得第五。
夏季未有休養下出戰公開賽朱鷺錦標，雖然比賽途中改變策略選擇先行，但在直路上未能發揮速度衝前，最終僅跑獲第五。
9月直接出戰一級賽短途馬錦標，本次比賽改回使用自身擅長的居中戰術，然而在直路上仍然未能縮窄和前方賽駒的距離，最終以第六完賽。
1個月後出戰天鵝錦標，比賽初段選擇維持在第十一的位置，但在彎道處開始沿外檔空位逐步衝刺。進入直路後，其於外檔成功望空並逐步上前，最終爆發出全場最快末腳速度超越先頭的目白情人取得勝利。
3個星期後以一哩冠軍賽作為目標，繼續維持在中團左右前進並在彎道開始加速，最終跑出優秀的後600米34.0秒末腳速度下僅敗於禪宗勝者、榮進寶蹄及大樹寶藏取得殿軍。
年末以三級賽阪神牝馬錦標作為收官之戰，雖然在比賽途中大致上保持不俗的節奏前進，但於直路上始終未能太大程度加速上前，最終以第五落敗。

### 6歲
2002年年初以京都牝馬錦標作為首戰，本次比賽穩步進佔位置下一直處於第十一左右，過彎是開始取位並逐步上前，最終在直路亦能維持走勢，擊敗Diamond Biko取得第三個分級賽冠軍。
贏得以上賽事後，其因一口馬主俱樂部Sunday Racing Co. Ltd.旗下雌馬必須在6歲年3月前退役的規則，因而在2月1日取消日本中央競馬會的賽駒註冊正式退役。

### 詳細賽績
| 日期       | 舉辦國家 | 馬場 | 距離   | 級別 | 賽事名稱             | 負重 | 騎師       | 馬號 | 出馬 | 名次 | 時間   | 頭馬（二馬）          |
| ---------- | -------- | ---- | ------ | ---- | -------------------- | ---- | ---------- | ---- | ---- | ---- | ------ | --------------------- |
| 25/7/1999  | 日本     | 小倉 | 草1200 |      | 4歲未勝利            | 53   | 宝来城多郎 | 9    | 18   | 1    | 1:08.9 | （Tokai Emperor）     |
| 8/8/1999   | 日本     | 小倉 | 草1200 |      | 4歲以上500萬獎金以下 | 53   | 宝来城多郎 | 4    | 15   | 1    | 1:08.4 | （Orca Impulse）      |
| 22/8/1999  | 日本     | 小倉 | 草1200 |      | 別府特別             | 53   | 宝来城多郎 | 6    | 10   | 5    | 1:08.7 | Tamamo Secret         |
| 4/9/1999   | 日本     | 小倉 | 草1200 |      | 大濠特別             | 52   | 福永祐一   | 2    | 18   | 2    | 1:08.2 | Doctrine              |
| 26/9/1999  | 日本     | 阪神 | 草1600 |      | 瀨戶内海特別         | 53   | 福永祐一   | 3    | 10   | 3    | 1:35.3 | Orca Impulse          |
| 10/10/1999 | 日本     | 京都 | 草1600 |      | 保津峡特別           | 53   | 福永祐一   | 3    | 14   | 3    | 1:33.8 | Mikki Dance           |
| 7/5/2000   | 日本     | 京都 | 草1200 |      | 祇園特別             | 54   | 福永祐一   | 3    | 16   | 1    | 1:09.1 | （Hishi Reihou）      |
| 28/5/2000  | 日本     | 中京 | 草1200 |      | 飛驒特別             | 54   | 松永幹夫   | 8    | 18   | 2    | 1:08.7 | Nishio Salem          |
| 19/6/2000  | 日本     | 阪神 | 草1600 |      | 鸛鳥錦標             | 55   | 福永祐一   | 10   | 17   | 1    | 1:34.5 | （Authority）         |
| 15/7/2000  | 日本     | 小倉 | 草1200 | OP   | 北九州短距離錦標     | 53   | 福永祐一   | 5    | 11   | 1    | 1:07.3 | （Sound World）       |
| 20/8/2000  | 日本     | 小倉 | 草1200 | OP   | 小倉日經公開賽       | 54   | 福永祐一   | 17   | 17   | 1    | 1:09.1 | （La Pasion）         |
| 10/9/2000  | 日本     | 阪神 | 草1200 | GIII | 人馬錦標             | 55   | 福永祐一   | 3    | 16   | 1    | 1:07.6 | （黑鷹）              |
| 1/10/2000  | 日本     | 中山 | 草1200 | GI   | 短途馬錦標           | 55   | 福永祐一   | 1    | 16   | 11   | 1:09.8 | 大德大和              |
| 25/3/2001  | 日本     | 中京 | 草1200 | GI   | 高松宮紀念           | 55   | 福永祐一   | 17   | 18   | 14   | 1:09.5 | 多樂星                |
| 14/4/2001  | 日本     | 阪神 | 草1600 | GII  | 讀賣盃               | 55   | 福永祐一   | 4    | 17   | 13   | 1:33.8 | 城天勇士              |
| 13/5/2001  | 日本     | 京都 | 草1600 | OP   | 都大路錦標           | 55   | 松永幹夫   | 1    | 16   | 1    | 1:32.1 | （Nihon Pillow Swan） |
| 3/6/2001   | 日本     | 東京 | 草1600 | GI   | 安田紀念             | 56   | 松永幹夫   | 11   | 18   | 5    | 1:33.6 | 黑鷹                  |
| 15/7/2001  | 日本     | 新潟 | 草1400 | OP   | 朱鷺錦標             | 56   | 柴田善臣   | 3    | 9    | 5    | 1:19.9 | 萬能泰斗              |
| 30/9/2001  | 日本     | 中山 | 草1200 | GI   | 短途馬錦標           | 55   | 福永祐一   | 1    | 12   | 6    | 1:07.2 | 多樂星                |
| 27/10/2001 | 日本     | 京都 | 草1400 | GII  | 天鵝錦標             | 55   | 松永幹夫   | 10   | 13   | 1    | 1:20.8 | （大樹寶藏）          |
| 18/11/2001 | 日本     | 京都 | 草1600 | GI   | 一哩冠軍賽           | 55   | 松永幹夫   | 3    | 18   | 4    | 1:33.7 | 禪宗勝者              |
| 16/12/2001 | 日本     | 阪神 | 草1600 | GII  | 阪神牝馬錦標         | 56   | 松永幹夫   | 1    | 16   | 5    | 1:33.8 | 空中北國              |
| 27/1/2002  | 日本     | 京都 | 草1600 | GIII | 京都牝馬錦標         | 58   | 福永祐一   | 4    | 12   | 1    | 1:36.0 | （Diamond Biko）      |

a 由2001年開始，日本跟隨國際馬齡顯示標準，以實歲標記馬匹

## 退役後
退役後，流行金曲成為了配種馬，於北海道千歲市社台牧場休養，在2002年進行配種。首匹子嗣Amelia在2003年出生，可於2005年出賽。雖然其子嗣中未有任何勝出分級賽，但雌系成績不俗，如首匹子嗣Amelia曾產下平安錦標及名古屋大賞典冠軍Sunrise Soar，而第六匹子嗣Mask Off則產下玫瑰錦標和阪神牝馬錦標冠軍假面歌姬以及共同通信盃冠軍Masquerade Ball。
2012年2月21日，其在產下第八匹子嗣後急死，享年16歲。

### 詳細繁殖資料
| 數目   | 馬名         | 出生年 | 性別 | 父系     | 練馬師                                           | 馬主                     | 戰績                        |
| ------ | ------------ | ------ | ---- | -------- | ------------------------------------------------ | ------------------------ | --------------------------- |
| 首匹   | Amelia       | 2003   | 雌   | 特別週   | 栗東・松元茂樹 →名古屋・角田輝也 →栗東・松元茂樹 | Shadai Race Horse Co Ltd | 8戰2冠2亞0季（退役・繁殖）  |
| 第二匹 | Sugar Vine   | 2004   | 雌   | 愛麗速子 | 栗東・河內洋                                     | Shadai Race Horse Co Ltd | 13戰3冠3亞0季（退役・繁殖） |
| 第三匹 | Veiled Chris | 2005   | 雌   | 吉兆     | 栗東・松元茂樹                                   | Shadai Race Horse Co Ltd | 14戰3冠2亞1季（退役・繁殖） |
|        | （流產）     |        |      | 特別週   |                                                  |                          |                             |
| 第四匹 | Lupercalia   | 2007   | 雌   | 大樹快車 | 栗東・矢作芳人 →姬路・田中道夫 →美浦・高柳瑞樹   | Shadai Race Horse Co Ltd | 14戰2冠3亞2季（退役）       |
| 第五匹 | Masked Hero  | 2008   | 雄   | 真心呼喚 | 門別・林和弘 →美浦・新開幸一                     | Shadai Race Horse Co Ltd | 13戰7冠1亞1季（退役）       |
| 第六匹 | Mask Off     | 2009   | 雌   | 大震撼   | 美浦・和田正道                                   | 吉田照哉                 | 5戰1冠3亞1季（退役・繁殖）  |
|        | （受胎失敗） |        |      | 大震撼   |                                                  |                          |                             |
| 第七匹 | 曠世情仇     | 2011   | 雄   | 荒漠英雄 | 栗東・安田隆行 →美浦・田中剛 →大井・荒山勝德     | 原禮子                   | 35戰5冠3亞6季（退役）       |
| 第八匹 | 流行金曲2012 | 2012   | 雌   | 吉兆     |                                                  |                          |                             |

## 血統簡介
父系白口罩爲英國賽駒，生涯戰績優秀，曾勝出一級賽義大利打吡，亦於凱旋門大賽及英皇佐治六世及皇后伊利沙伯鑽石錦標跑獲亞軍，退役後被引入日本作爲配種馬。祖父勇舞爲美國生產的英國賽駒，生涯僅得一敗，曾於1986年奪得凱旋門大賽冠軍，被譽爲1980年代歐洲最強賽駒。
母系Vain Gold為美國賽駒，曾勝出三級賽梔子花錦標。外祖父淘金者爲美國著名種馬，於近代擁有巨大影響力，和加拿大種馬北地舞人被譽爲兩大改變世界賽馬的偉大種馬。

### 血統表
| 父線：利法爾系（北地舞人系）      |                                  |                 |                |
| 種馬 白口罩 1990年（棗色）        | 勇舞 1983年（棗色）              | 利法爾          | 北地舞人       |
| 種馬 白口罩 1990年（棗色）        | 勇舞 1983年（棗色）              | 利法爾          | Goofed         |
| 種馬 白口罩 1990年（棗色）        | 勇舞 1983年（棗色）              | Navajo Princess | Drone          |
| 種馬 白口罩 1990年（棗色）        | 勇舞 1983年（棗色）              | Navajo Princess | Olmec          |
| 種馬 白口罩 1990年（棗色）        | Fair of the Furze 1982年（棗色） | Ela-Mana-Mou    | Pitcairn       |
| 種馬 白口罩 1990年（棗色）        | Fair of the Furze 1982年（棗色） | Ela-Mana-Mou    | Rose Bertin    |
| 種馬 白口罩 1990年（棗色）        | Fair of the Furze 1982年（棗色） | Autocratic      | Tyrant         |
| 種馬 白口罩 1990年（棗色）        | Fair of the Furze 1982年（棗色） | Autocratic      | Flight Table   |
| 繁殖雌馬 Vain Gold 1979年（棗色） | 淘金者 1970年（棗色）            | Raise a Native  | 天才舞者       |
| 繁殖雌馬 Vain Gold 1979年（棗色） | 淘金者 1970年（棗色）            | Raise a Native  | Raise You      |
| 繁殖雌馬 Vain Gold 1979年（棗色） | 淘金者 1970年（棗色）            | Gold Digger     | Nashua         |
| 繁殖雌馬 Vain Gold 1979年（棗色） | 淘金者 1970年（棗色）            | Gold Digger     | Sequence       |
| 繁殖雌馬 Vain Gold 1979年（棗色） | Chancy Dance 1973年（棗色）      | Bold Reason     | Hail to Reason |
| 繁殖雌馬 Vain Gold 1979年（棗色） | Chancy Dance 1973年（棗色）      | Bold Reason     | Lalun          |
| 繁殖雌馬 Vain Gold 1979年（棗色） | Chancy Dance 1973年（棗色）      | Hasty Hitter    | Hitting Away   |
| 繁殖雌馬 Vain Gold 1979年（棗色） | Chancy Dance 1973年（棗色）      | Hasty Hitter    | Hasty Doll     |
| 雌系：號族：4-r                   |                                  |                 |                |
| 五代內近親交配：無                |                                  |                 |                |

## 命名由來
名字Behind the Mask（ビハインドザマスク）出自日本樂團黃色魔術交響樂團的同名歌曲，香港則取背後意思，直接翻譯為「流行金曲」。

## 外部連結
- 流行金曲 netkeiba.com （页面存档备份，存于）
- 血統表